# Korana (rivier)

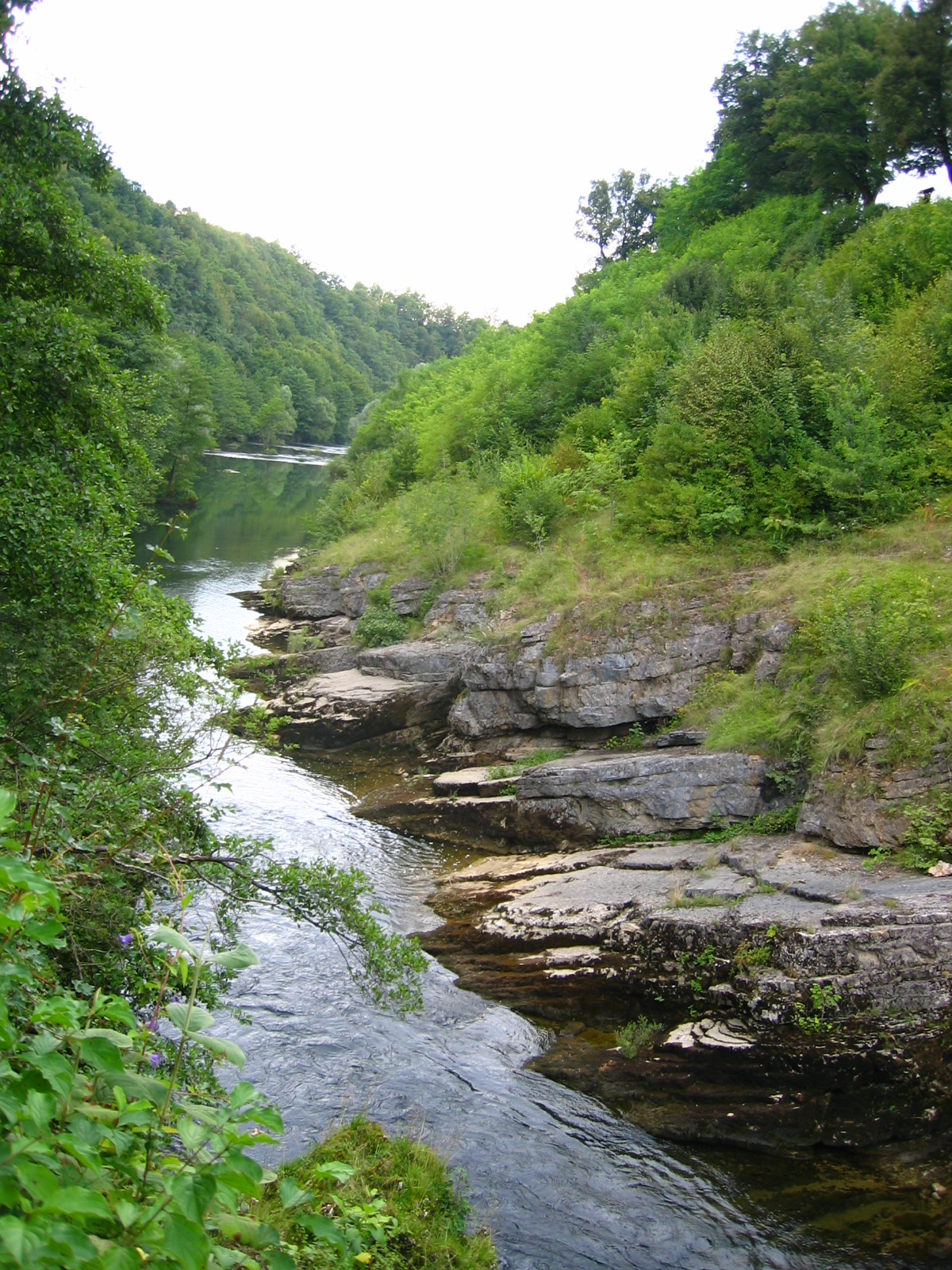
Korana ravijn bij Slunj

De Korana is een rivier in Centraal-Kroatië en het westen van Bosnië en Herzegovina en heeft een lengte van 144 km.
De rivier ontspringt in het oostelijke deel van het berggebied Lika en voedt en creëert de  meren van Plitvice, een UNESCO werelderfgoed locatie. Stroomafwaarts van de Plitvicemeren vormt de rivier een 25 kilometer lange grens tussen Kroatië en Bosnië en Herzegovina in de buurt van Cazin. Van daaruit stroomt de rivier verder noordwaarts door Kroatië waar hij uiteindelijk samenkomt met de rivier Kupa bij Karlovac.
De grond van de karst-regio waar de rivier doorheen stroomt bestaat uit kalksteen. Onder bepaalde fysische en chemische condities maakt de rivier constant nieuwe grond van planten.
De rivier Slunjčica stroomt in de Korana bij Rastoke/Slunj en de rivier Mrežnica bij Karlovac.